# Tubantia Borgerhout
Koninklijke Tubantia Borgerhout Voetbalkring w skrócie Tubantia Borgerhout – belgijski klub piłkarski, grający w latach 1930-1932 pierwszej lidze belgijskiej, mający siedzibę w Borgerhout, dzielnicy Antwerpii.

## Historia
Klub został założony w 1915 roku jako Tubantia Football & Athletic Club. W 1927 roku dotarł do finału Pucharu Belgii, w którym przegrał 1:2 z RCS Brugeois W 1928 roku po raz pierwszy w swojej historii awansował do drugiej ligi belgijskiej i grał w niej przez dwa kolejne sezony. W 1930 roku wywalczył swój jedyny w historii awans do pierwszej ligi, w której spędził jeden sezon. W 1954 roku klub spadł z drugiej do trzeciej ligi. Na poziom drugoligowy więcej już nie powrócił (stan na 2019 rok).

## Historyczne nazwy
- 1915 – Tubantia Football & Athletic Club
- 1940 – K. Tubantia FC (Koninklijke Tubantia Football Club)
- 1960 – K. Tubantia Borgerhout FC (Koninklijke Tubantia Borgerhout Football Club), fuzja z K. Racing Club Borgerhout
- 1971 – K. Tubantia Borgerhout VK (Koninklijke Tubantia Borgerhout Voetbalkring)

## Sukcesy
- Tweede klasse:

wicemistrzostwo (1): 1929/1930
- Puchar Belgii:

finał (1): 1926/1927

## Historia występów w pierwszej lidze
| Sezon     | Pozycja      | Pkt. | M  | Z | R | P  | GZ | GS |
| --------- | ------------ | ---- | -- | - | - | -- | -- | -- |
| 1930/1931 | 11.          | 21   | 26 | 7 | 7 | 12 | 40 | 64 |
| 1931/1932 | 13. (spadek) | 19   | 26 | 8 | 3 | 15 | 46 | 74 |

## Stadion
Domowe mecze klub rozgrywa na stadionie o nazwie Rivierenhof, położonym w mieście Antwerpia. Stadion ten może pomieścić 4000 widzów.

## Reprezentanci kraju grający w klubie
Stan na listopad 2019
| - Henri Coppens - Rik Matthys | - Joseph Mermans |